# Теоман
Теома́н (полное имя Фазлы́ Теома́н Якупоглу́ тур. Fazlı Teoman Yakupoğlu; род. 20 ноября 1967, Гиресун, Турция) — популярный турецкий певец и музыкант, исполняющий музыку в стиле рок. Его самые известные хиты — Paramparça (Разбитый на куски), Senden Önce Senden Sonra (До тебя и после тебя), Papatya (Ромашка), Renkli Rüyalar Oteli (Отель цветных снов). Обычно стиль Теомана определяют как «рок» или «софт-рок».

## Биография
Теоман Якупоглу родился в Стамбуле в 1967 году. Закончив социологический факультет Босфорского университета, он продолжил обучение в аспирантуре и защитил кандидатскую диссертацию на отделении феминологии Стамбульского университета. В студенческие годы он создал группу Mirage и в течение нескольких лет был её солистом. После нескольких концертов группа распалась, и Теоман продолжил музыкальную карьеру как соло-исполнитель. В 1996 году он выиграл приз за лучшую песню — Ne ekmek ne de su (Ни хлеба, ни воды), и за лучшие стихи к песне — Yollar (Дороги). В этом же году вышел его первый альбом Teoman.
Его второй альбом — O (Она), 1998 — став успешным, познакомил публику с уникальной манерой исполнения Теомана и его талантом в написании музыки и текстов.
Вслед за этими работами вышли следующие альбомы певца: 17, Gönülçelen (Вытягивающая душу), Teoman 2003, En Güzel Hikayem (Моя самая красивая история), Renkli Rüyalar Oteli (Отель цветных снов), а также множество ремиксов.
Помимо музыкальной карьеры, Теоман неоднократно пробовал свои силы в кинематографе. Он снялся в таких фильмах, как Mumya Firarda (Мумия в бегах) (2002), Banka (Банк) (2002), Romantik (Романтика) (2002). В 2005 году Теоман выпустил первый собственный фильм — Balans ve Manevra (Баланс и манёвр), где, помимо исполнения главной роли, он выступил как автор сценария, режиссёр, продюсер и автор музыки.
Теоман ведет колонки в нескольких периодических изданиях Турции.

## Дискография
- Söz Müzik Teoman (Слова и музыка: Теоман) (2008)
- Teoman-Bülent Ortaçgil Konser (Запись концерта с Бюлентом Ортачгилем) (2007)
- Renkli Rüyalar Oteli (Отель цветных снов) (2006)
- Balans ve Manevra (Саундтрек) (2005)
- En güzel Hikayem (Моя самая красивая история) (2004)
- Teoman (2003)
- Gönülçelen (Вытягивающая душу) (2001)
- Onyedi (Семнадцать) (2000)
- O (Она) (1998)
- Teoman (1996)

## Фильмография
- Filler ve Cimen (Слоны и газон) (2000)
- Banka (Банк) (2002)
- Mumya Firarda(Мумия в бегах) (2002)
- Balans ve Manevra (Баланс и манёвр) (2005) (актёр, режиссёр, сценарист, композитор и продюсер)
- Romantik (Романтика) (2007) (актёр, композитор)
- Barda (В баре) (2007)